# Tunnel du Rennsteig
Le Tunnel du Rennsteig de la Bundesautobahn 71 est le plus long tunnel routier en Allemagne avec un longueur de 7.916 mètres. Il passe sous le Rennsteig dans la Forêt de Thuringe. Il a été construit entre 1998 et 2003. La vitesse est limitée à 80 km/h.